# 石井一二
石井 一二（いしい いちじ、1936年（昭和11年）7月24日 - ）は、日本の政治家、実業家。株式会社ピコテック代表取締役。
兵庫県議会議員（3期）、参議院議員（3期）、環境政務次官（竹下改造内閣・宇野内閣）、外務政務次官（第2次海部内閣）、参議院農林水産委員長、自由民主党副幹事長、新進党参議院国会運営委員長、同参議院幹事長、同参議院副会長、自由連合幹事長、NPO法人日本紛争予防センター理事長、三共生興株式会社取締役、徳洲会特別顧問などを歴任。
ニックネームは、ワンツーさん。
兄は元自治大臣の石井一、父はタイヘイレコード元社長で、元兵庫県議会議員の石井廣治。甥に兵庫県議会議員の石井健一郎、民主党元衆議院議員、西宮市長の石井登志郎がいる。

## 略歴
兵庫県神戸市出身。甲南中学校・高等学校に入学、テニス選手の石黒修と同級生であった。甲南大学経済学部卒業、米国オレゴン大学ビジネススクール修了(MBA)。兵庫県議会議員を3期務めた後、1983年の参議院選挙に自由民主党公認で初当選。以後当選3回。三木武夫・河本敏夫の派閥新政策研究会に所属し、環境政務次官（竹下内閣・宇野内閣）、外務政務次官（海部内閣）、参議院農林水産委員長、国土庁国土審議会委員、自由民主党副幹事長などを歴任。
1993年に自民党を離党後は新生党で常任幹事、新進党では参議院幹事長を歴任。1997年9月16日、神戸市長選挙に立候補を予定して新進党を離党するが、翌年に徳田虎雄の勧めで（国会議員不在で政党助成法上の政党要件を満たしていなかった）自由連合に入党。幹事長に就任した。2001年、4選を目指して第19回参院選に比例代表区より立候補し、党内最多得票も自由連合自体が当選者枠を確保できず落選。
2006年11月の秋の叙勲で旭日重光章を受章する。
政界引退後は経済活動及び論評執筆活動を活発に展開。
株式会社ピコテック代表取締役として経営戦略コンサルタント業に注力。
20数社の顧問を務めているほか、海外企業の駐日代表として英米はじめ約7か国の企業とコンサルタント契約を結んでおり海外との行き来も多い。
最近では外国人技能実習制度のもと、外国人実習生受入れをすすめる。「21世紀マンパワー事業協同組合」代表理事に就任、さらに医療機関の経営改善のためのアドバイスを行なう「病院包括チェックプログラム」提言研究グループの座長を務めている。

## 人物・逸話
- チェス歴はないが、日本チェス協会から七段を進呈されている。来日中の女子世界チャンピオン・謝軍（Xie Jun・・シェジュン）と対局して88手指した後引き分けとなったことを根拠として当時の日本チェス協会松本会長が授与した。
- 趣味のゴルフでは、日本の名門と云われる広野ゴルフクラブのシニア・クラブチャンピオンを1996年に獲っている(当時HPSは6)。
- 著書は多数あるが「徳州会は如何にして日本最大の医療法人となったのか」（アチーブメント出版）が有名。
- 崇教真光の神組み手（信徒）。1992年の秋季大祭に出席し、祝辞の中で「我々神組み手は、全世界全国、大・中・小各レベルの修験道場での修養を通じて、手かざしの業をもって健康を賜わり、またみ教えを基にして色々と精神的にも研鑽を重ねておるわけでございます。私は全世界に、今、拡がりつつあるこの崇教真光の精神を通じて、大きく世界に我が国として貢献できる日が近からんことを信じておるものでございます。」と篤い信仰心を披瀝している[2]。

## 関連人物
- 石井一 - 実兄